# Spanish Wells
Pour les articles homonymes, voir Wells.
Spanish Wells est une petite île des Bahamas située dans le nord de l'île d'Eleuthera et à proximité des petites îles de Saint George's Cay et Charles Island. Elle mesure moins de 3 km de long pour une largeur d'environ 800 m. Elle dépend administrativement du district auquel elle a donné son nom.
Historiquement, l'île fut employée comme le dernier arrêt des galions espagnols avant leur retour en Europe, où ils se chargeaient en eau pour leur voyage, ce qui explique le nom de l'île (puits espagnols).
Les premiers colons à s'installer là-bas furent les aventuriers d'Eleuthera venu des Bermudes qui naufragèrent sur les récifs d'Eleuthera en 1647 et s'installèrent à Spanish Wells. Ils seront rejoints plus tard par des colons loyalistes fuyant la révolution américaine.
Actuellement, Spanish Wells est un centre de pêche de langoustes. Autrefois, la culture d'ananas était l'activité économique la plus importante.
Vers la fin des années 1970 et au début des années 1980, Spanish Wells fut aussi une plaque tournante du trafic de médicaments illicites de l'Amérique du Sud vers l'Amérique du Nord.
L'île a subi d'importants dégâts lors des ouragans Andrew en 1992 et Floyd en 1999.